# 恩西納爾 (加利福尼亞州薩特縣)
恩西納爾（英語：Encinal）是位於美國加利福尼亞州薩特縣的一個非建制地區。該地的面積和人口皆未知。

## 地理
恩西納爾的座標為39°12′56″N 121°39′42″W / 39.21556°N 121.66167°W，而該地的平均海拔高度為21米（即69英尺）。